# Tim Schafer

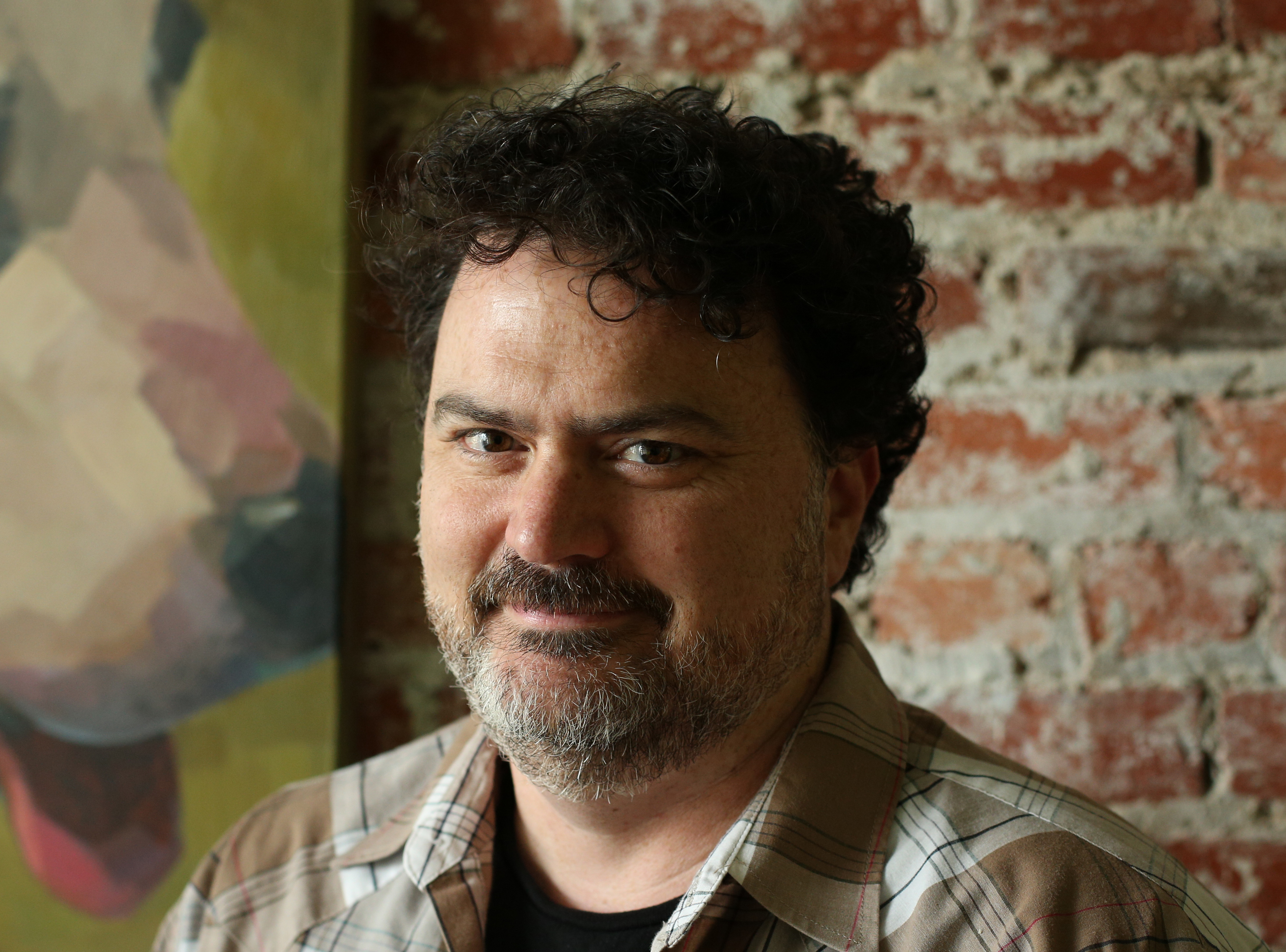
Tim Schafer (2016)

Tim Schafer (* 26. Juli 1967 in Sonoma, Kalifornien) ist ein US-amerikanischer Programmierer und Entwickler von Adventure-Spielen.

## Leben
Nach dem Abschluss seines Studiums an der Universität von Berkeley im Jahr 1989 erhielt er eine Anstellung beim schon zu dieser Zeit bekannten Entwicklungsstudio LucasArts, wo er Ron Gilbert als Design-Assistent bei der Entwicklung der ersten beiden Teile der Monkey-Island-Serie unterstützte. Nach Gilberts Weggang von LucasArts übernahm Schafer dessen Position als leitender Adventure-Programmierer.
Auch die folgenden Spiele Day of the Tentacle, Vollgas und Grim Fandango erhielten positive Kritiken (und genießen inzwischen Kultstatus). Zu Schafers Missfallen wandte sich LucasArts jedoch immer mehr von den Grafikadventures ab. Deshalb verließ er im Januar 2000 das Unternehmen. Im Juli 2000 gründete er sein eigenes Unternehmen, Double Fine Productions. Das erste unter seiner Leitung dort entstandene Spiel war das Action-Adventure Psychonauts, das im April 2005 veröffentlicht wurde.

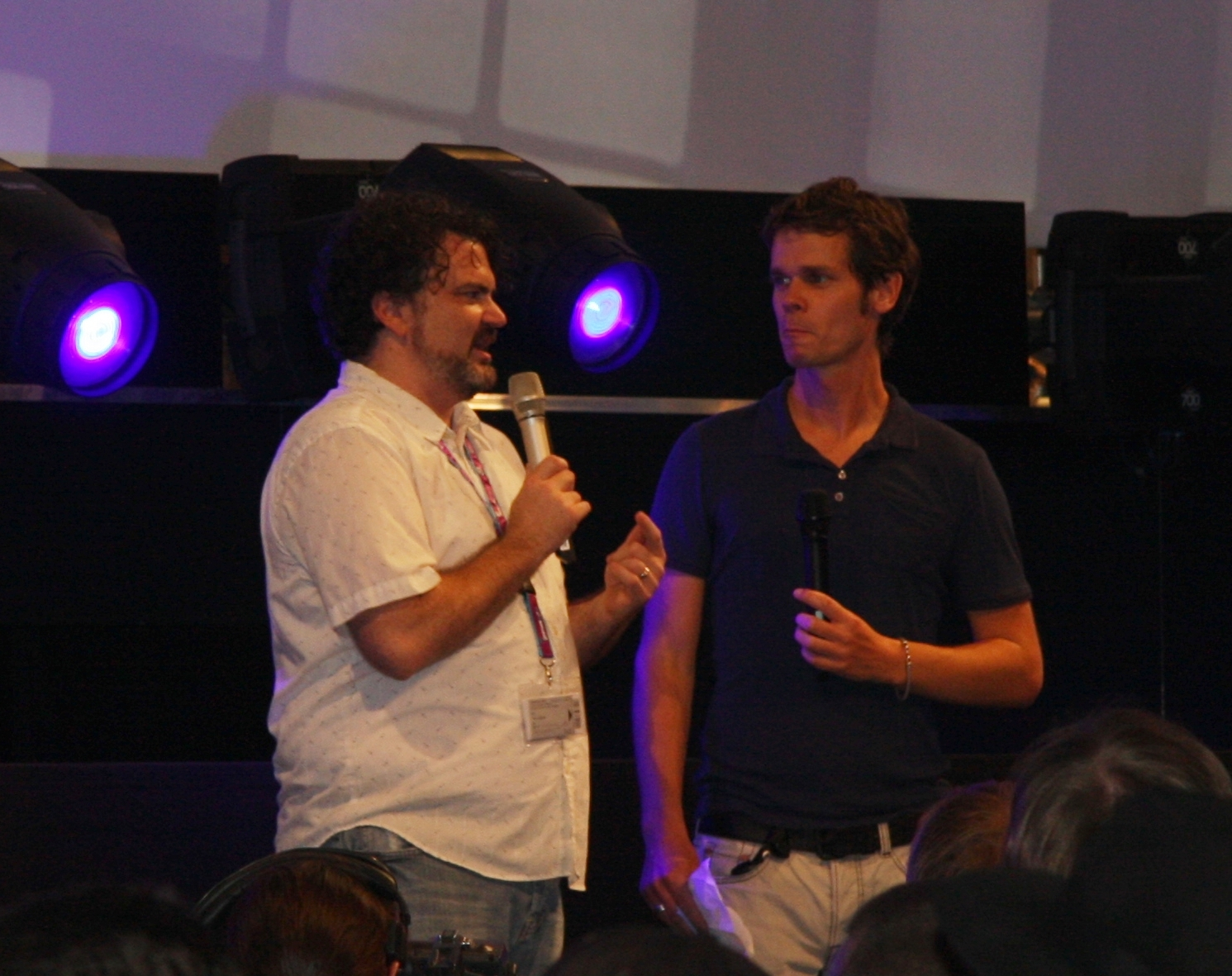
Schafer auf der gamescom 2009 bei der Präsentation von „Brütal Legend“

2009 wurde er vom Spielemagazin IGN zu den 100 besten Spieleentwicklern aller Zeiten gezählt. Im selben Jahr zählte ihn auch das Branchenmagazin Gamasutra zu den Top 20 Computerspieleautoren. Im Herbst 2009 erschien Double Fines zweites Spiel, das Heavy-Metal-Action-Adventure Brütal Legend.
Tim Schafer hat auch heute noch Kontakt zu Ron Gilbert und berät sich mit ihm über neue Spiele. Von 2012 bis 2014 entwickeln beide zusammen ein mittels Crowdfunding finanziertes Grafik-Adventure mit dem Titel Broken Age. Dieses wurde im März 2012 erfolgreich finanziert. Die gesamte Summe belief sich inklusive Premiumspendern auf etwa 3,3 Millionen US-Dollar und stellte damit den größten Erfolg dar, den ein Spiele-Projekt auf der Internetplattform Kickstarter bis dahin verzeichnen konnte.
Im Mai 2013 startete Double Fine eine weitere Kickstarter-Kampagne. Diesmal für ein rundenbasiertes Strategiespiel namens Massive Chalice.

## Ludografie (Auswahl)
- The Secret of Monkey Island (1990)
- Monkey Island 2: LeChuck’s Revenge (1991)
- Day of the Tentacle (1993)
- Vollgas (1995)
- Grim Fandango (1998)
- Psychonauts (2005)
- Brütal Legend (2009)
- Broken Age (2014)
- Psychonauts 2 (2021)